# Idratazione cutanea

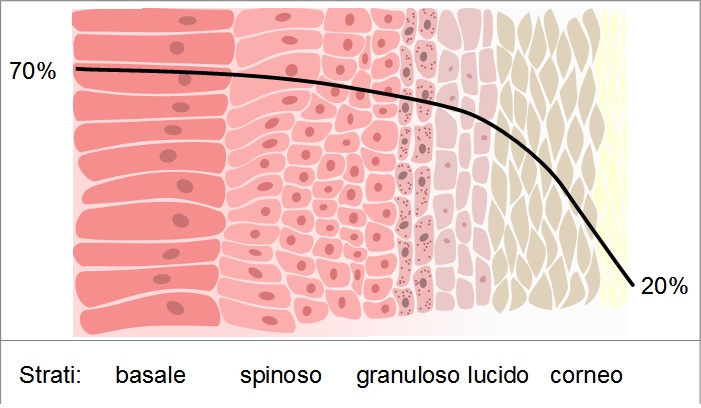
Gradiente idrico dell'epidermide, contenuto di acqua nei diversi strati dell'epidermide

 Si definisce idratazione cutanea il contenuto di acqua dei tessuti cutanei.
Mentre nel derma, che è vascolarizzato, il contenuto di acqua è omogeneo ed analogo a quello corporeo, circa 70%, nell'epidermide, dove l'acqua penetra per diffusione dal derma sottostante, il contenuto di acqua varia da un 70% circa nello strato basale ad un 20% circa nello strato corneo.
Un'idonea concentrazione di acqua ha implicazioni con l'apparenza e le caratteristiche meccaniche della pelle. Ha anche funzioni di segnale cellulare, rende plastico lo strato corneo, partecipa ai processi proliferativi e di differenziazione dell'epidermide, partecipa a reazioni enzimatiche e contribuisce alla formazione del mantello acido e della barriera cutanea.
Le molecole d'acqua del derma sono legate in parte alle proteine, in particolare al collagene, ed ai  glicosaminoglicani, in particolare l'acido ialuronico. La percentuale di acqua libera, non legata, nel derma è maggiore in caso di edema.
Nell'epidermide l'acqua penetra e si diffonde dal derma sottostante e dall'esterno.
La bassa permeabilità all'acqua, nello stato liquido e gassoso, dello strato corneo riduce la perdita di acqua, dall'interno verso l'esterno, chiamata TEWL, ma anche la penetrazione di acqua dall'esterno verso l'interno.
L'idratazione dell'epidermide è influenzata  dalla temperatura ed umidità esterne, ma una corretta idratazione dell'epidermide e dello strato corneo è possibile solo se l'apporto di acqua dal derma è sufficiente a bilanciare la TEWL . 
L'entità della TEWL dipende dalla permeabilità dello strato corneo. Più questa è alta, come nei casi di cute lesa o barriera insufficiente, maggiore è la perdita d'acqua transepidermica e conseguentemente minore è la ritenzione idrica nei tessuti cutanei.
Nell'epidermide l'acqua può essere legata oltre che alle sostanze a cui si lega nel derma a  sostanze idrofile a basso peso molecolare prodotte da processi di degradazione, anche enzimatica, delle proteine nello strato corneo. L'insieme di queste sostanze è stato chiamato fattore naturale di idratazione o NMF dall'inglese natural moisturizing factor.

## NMF
Il fattore naturale di idratazione, noto come NMF, individuato da Jacobi e colleghi nel 1959  è una miscela di sostanze idrosolubili e igroscopiche in grado di legarsi all'acqua e capaci di fissare e trattenere  nello strato corneo e nel film idrolipidico superficiale anche parte dell'umidità ambientale a contatto con la pelle. Per anni è stato considerato il principale fattore nel meccanismo di idratazione degli strati più superficiali della pelle.  L'NMF può rappresentare il 20-30% del residuo secco dello strato corneo dove si trova sia livello intracellulare che extracellulare . Alcuni suoi componenti , urea, acido lattico, pirrolidone carbossilati, sono diventati ingredienti comuni per prodotti topici applicati per aumentare l'idratazione cutanea. 
Il ruolo del NMF nell'idratazione cutanea è oggetto di controversia scientifica e vari ricercatori ritengono la sua funzione meno rilevante.

## Sostanze idratanti
Le sostanze idratanti agiscono su più  livelli a seconda della loro idrofilia o idrorepellenza..
Le sostanze idrofile, umettanti, riducono l'attività dell'acqua, trattenendola  all'interno e sulla superficie della pelle.
Le sostanze idrorepellenti, emollienti, diminuiscono la permeabilità della pelle e riducono la perdita di acqua transepidermica.
Tra gli umettanti più utilizzati nelle applicazioni topiche finalizzate a ristabilire o incrementare l'idratazione cutanea alcuni naturalmente presenti nella pelle: urea, acido ialuronico, glicerolo, acido pidolico. Ma anche polialcoli, glicoli e saccaridi non fisiologici.
Tra gli emollienti più utilizzati quelli a minor reattività e biologicamente inerti: paraffina, siliconi. Ma anche lipidi affini ai lipidi cutanei: colesterolo, ceramidi, cere, trigliceridi.
Gli emollienti idrorepellenti, riducendo la perdita di acqua transepidermica, vengono anche definiti "occlusivi". L'azione combinata di emollienti ed umettanti , come nel film idrolipidico della pelle, è considerata la più efficiente.

## Misurazione
L'idratazione cutanea si può misurare in vivo tramite la spettroscopia Raman confocale che può rilevare la concentrazione di diverse sostanze a diversa profondità nella pelle.
Molto diffuse e comuni anche le misure impedenziometriche, con uno strumento, di costi molto inferiori, chiamato corneometro in grado di rilevare la reattanza prevalentemente capacitiva  della pelle a diverse frequenze.  
Le misurazioni impedenziometriche o capacitive forniscono dati parametrici influenzati dal tenore di acqua, dalla sua profondità, dal tenore di elettroliti e sono molto meno affidabili delle misurazioni  con spettroscopia Raman.
Un'altra misura indiretta dell'idratazione cutanea può essere ottenuta rilevando la TEWL, cioè l'impercettibile perdita di vapore attraverso la pelle.

## Implicazioni patofisiologiche
Un'inadeguata idratazione cutanea è associata a diverse manifestazioni cutanee: pelle secca, pelle sensibile, eczema, dermatite atopica, acne, rosacea e psoriasi.
L'applicazione topica di prodotti idratanti è considerata in molti casi un adiuvante in altri una vera e propria terapia, classificata nel caso della dermatite atopica, come terapia emolliente.
.
Aumentando il contenuto di acqua aumenta lo spessore dello strato corneo ma anche la sua permeabilità..
Un'eccessiva idratazione cutanea comporta un indebolimento dei desmosomi con conseguente  
esfoliazione accelerata..
Uno studio del 2008 ha associato l'utilizzo di creme idratanti all'insorgenza del tumore in topi esposti a UVB. Lo studio è stato ampiamente criticato dalla comunità scientifica per evidenti fallacie e carenze metodologiche oltre che per il titolo fuorviante che attribuirebbe un eventuale effetto tumorigenico ai prodotti idratanti anziché alle radiazioni UVB.

## Implicazioni cosmetiche
Un'aumentata idratazione cutanea comporta uno strato corneo più spesso e più plastico. Oltre che variazioni a breve termine nell'apparenza della pelle la sua corretta idratazione ha implicazioni sulla comparsa dei segni di invecchiamento e sull'efficienza della funzione barriera .
La detersione cutanea tende a rimuovere parte del mantello idro-lipico protettivo della pelle che contribuisce alla regolazione dell'idratazione cutanea. Per questo sono molto diffusi cosmetici con funzione idratante formulati per apportare umettanti ed emollienti alla pelle.
L'idratazione indotta da cosmetici può riferirsi anche agli annessi cutanei: capelli e unghie, dove però mancando la diffusione di acqua dall'interno, l'idratazione può essere aumentata solo con acqua trasferita dal cosmetico stesso o dall'ambiente .